# Sjef van den Berg
Sjef van den Berg, född 14 april 1995, är en nederländsk bågskytt. Han deltog vid olympiska sommarspelen 2016 och 2020.